# Martyna Kotwiła
Martyna Kotwiła (13 de enero de 1999) es una deportista de Polonia que compite en atletismo. Ganó una medalla de bronce en el Campeonato Mundial de Atletismo Sub-20 de 2018, en la prueba de 200 m.